# High School Musical: The Concert
High School Musical: The Concert foi uma turnê de concertos realizada por membros do elenco da popular série de filmes de televisão, High School Musical, patrocinada pela AEG Live e apresentada pela Buena Vista Concerts. O show percorreu cidades dos Estados Unidos, Canadá e América Latina. High School Musical: The Concert expandiu a franquia Disney Channel, que já havia produzido uma trilha sonora de platina triplo e tinha planejado uma sequência de filmes. (A Disney já havia conseguido sucesso com outro show baseado em um musical de TV, The Cheetah Girls, que teve uma turnê esgotada em 88 cidades).
Os membros do elenco original dos filmes Vanessa Hudgens, Ashley Tisdale, Lucas Grabeel, Corbin Bleu e Monique Coleman participaram da turnê, exceto Zac Efron, que tinha um contrato anterior para gravar Hairspray e foi substituído por Drew Seeley, que fez a voz cantada de Efron no primeiro filme.
A turnê também serviu para promover o álbum de estréia de três membros: V de Vanessa Hudgens, Headstrong de Ashley Tisdale e Another Side de Corbin Bleu.

## Desenvolvimento

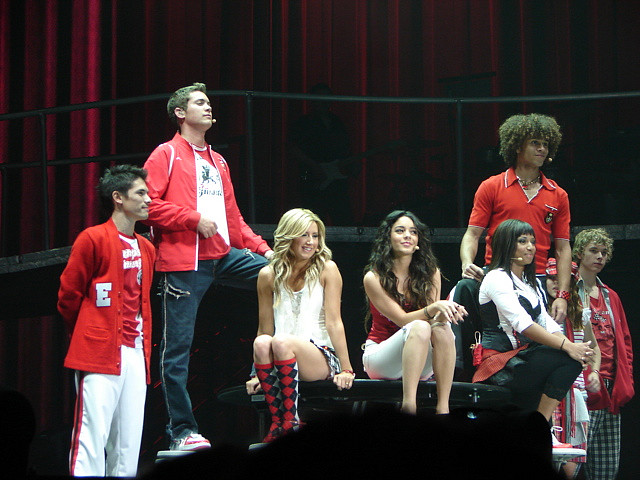
Elenco de HSM

O show, que contou com músicas do filme, também incluiu os membros do elenco Vanessa Hudgens, Ashley Tisdale, Lucas Grabeel, Corbin Bleu e Monique Coleman. Zac Efron foi o único membro do elenco original ausente na turnê devido ao seu compromisso anterior com as filmagens da adaptação cinematográfica de 2007 do musical da Broadway Hairspray. Em vez disso, Drew Seeley, que fez a voz cantada de Efron no primeiro filme e co-roteirista de "Get'cha Head in the Game", se juntou à turnê no lugar de Efron. Jordan Pruitt se juntou a turnê como o artista de abertura. Kenny Ortega, diretor e coreógrafo do filme, tornou-se o produtor de turnê, diretor de criação e diretor do programa. Na noite do último concerto, como visto no YouTube, o elenco apresentou-o antes de cantar um último refrão de "We're All in This Together". O concerto normalmente durou duas horas e meia (150 minutos), incluindo o artista de abertura e intervalo.

## Transmissões e gravações

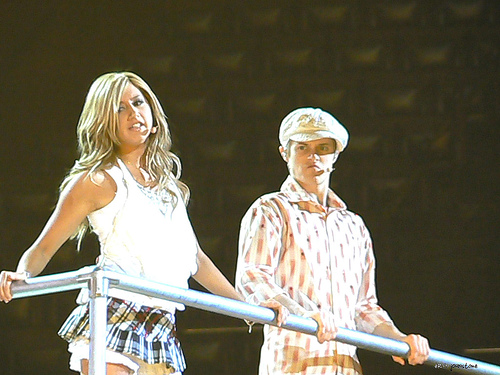
Ashley Tisdale junto a Lucas Grabeel apresentando ao vivo a música "Stick to the Status Quo" no concerto.

O elenco percorreu quatro países da América do Sul: Argentina, Chile, Brasil e Venezuela. Cada um dos cantores tinha dois microfones durante as apresentações: um microfone de fone de ouvido com uma almofada cor de carne na ponta e um microfone de mão. A versão ao vivo de "Start of Something New", gravada no concerto de Houston, apareceu na Radio Disney Jams Vol. 9 CD. Erin Lareau desenhou os figurinos para a turnê de shows. "Dance with Me" (de The Cheetah Girls 2, também dirigido por Kenny Ortega com coreografias de Ortega e Charles Klapow) incluiu um solo de guitarra estendido que permitiu a Monique Coleman realizar um número de tango estendido com ambos os dançarinos de apoio Jared Murillo e Seeley. Murillo também coreografou "Dance with Me".

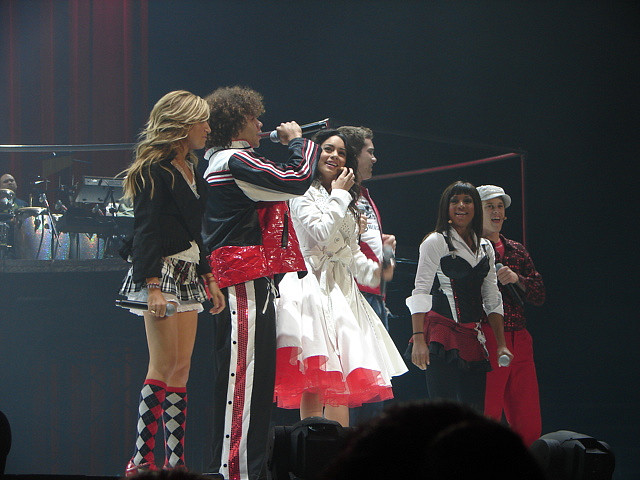
O elenco durante o encerramento de uma apresentação

Em 26 de maio de 2007, o Disney Channel América Latina exibiu o show feito em Buenos Aires na Argentina. Esta transmissão não exibiu nenhuma das músicas de Ashley Tisdale, e Vanessa Hudgens apenas cantou "Come Back To Me". Em 9 de junho de 2007, o  Canal 13 mostrou o show realizado em Santiago, Chile, transmitindo todas as performances solo. Em 10 de junho de 2007, o concerto filmado na Cidade do México, México, foi ao ar no Disney Channel Latin America. Em 17 de junho de 2007, o show realizado em São Paulo, foi ao ar no Disney Channel do Brasil, e mais tarde no dia 24 de junho de 2007, uma versão com cortes do mesmo show foi exibido na TV aberta pelo canal Record TV. O concerto CD/DVD veio de uma performance em Houston, Texas, em 18 de dezembro de 2006 no Toyota Center. O álbum e o vídeo foi lançado em 26 de junho de 2007. Enquanto o CD e o DVD foram gravados pela Disney no mesmo show, os dois possuem edições ligeiramente diferentes. Por exemplo, quando Lucas agradece ao elenco e à equipe no final de "We're All in This Together", ele diz: "Houston você tem sido incrível" e agradece a banda pela versão em CD, enquanto a versão em DVD pula direto para agradecer o elenco e dançarinos. Ele agradece Jordan Pruitt na vida real, mas no combo CD/DVD e no DVD Extreme All-Access Pass, isso é cortado.

## Artista de abertura
- Jordan Pruitt (América do Norte)

## Set list
1. "Jump to the Rhythm"
2. "Teenager"
3. "Outside Looking In"
4. "Miss Popularity"
5. "We Are Family"

1. "Introduction" (contém trechos de "Start of Something New", "Stick to the Status Quo", e "We're All in This Together")
2. "Start of Something New"
3. "Stick to the Status Quo"
4. "I Can't Take My Eyes Off You"
5. "When There Was Me and You"
6. "Headstrong" (solo de Ashley Tisdale)
7. "We'll Be Together" (solo de Ashley Tisdale)
8. "He Said She Said" (solo de Ashley Tisdale)
9. "Get'cha Head in the Game"
10. "Dance With Me" (solo de Drew Seeley)
11. "Push It to the Limit" (solo de Corbin Bleu)
12. "Marchin'" (solo de Corbin Bleu)
13. "What I've Been Looking For" (Reprise)
14. "What I've Been Looking For"
15. "Let's Dance" (solo de Vanessa Hudgens)
16. "Say OK" (solo de Vanessa Hudgens)
17. "Come Back To Me" (solo de Vanessa Hudgens)
18. "Bop to the Top"
19. "Breaking Free"

Encore
1. "We're All in This Together"

## Datas dos Shows
| Data                   | Cidade           | País           | Local                      | Público         | Renda      |
| ---------------------- | ---------------- | -------------- | -------------------------- | --------------- | ---------- |
| América do Norte       |                  |                |                            |                 |            |
| 29 de Novembro de 2006 | San Diego        | Estados Unidos | San Diego Sports Arena     | 9,736 / 9,803   | $525,518   |
| 1 de Dezembro de 2006  | San José         | Estados Unidos | HP Pavilion at San Jose    | 12,408 / 13,103 | $647,409   |
| 3 de Dezembro de 2006  | Phoenix          | Estados Unidos | Jobing.com Arena           | 11,328 / 12,325 | $604,891   |
| 5 de Dezembro de 2006  | Sacramento       | Estados Unidos | ARCO Arena                 | 8,407 / 10,225  | $448,163   |
| 6 de Dezembro de 2006  | Stockton         | Estados Unidos | Stockton Arena             | 7,711 / 9,054   | $414,484   |
| 7 de Dezembro de 2006  | Bakersfield      | Estados Unidos | Rabobank Arena             | 7,428 / 7,829   | $403,528   |
| 10 de Dezembro de 2006 | Portland         | Estados Unidos | Rose Garden                | 7,880 / 13,195  | $423,779   |
| 11 de Dezembro de 2006 | Seattle          | Estados Unidos | Key Arena                  | 8,116 / 11,534  | $432,505   |
| 16 de Dezembro de 2006 | Bossier City     | Estados Unidos | CenturyTel Center          | 6,149 / 9,007   | $332,158   |
| 17 de Dezembro de 2006 | Dallas           | Estados Unidos | American Airlines Center   | 12,590 / 14,012 | $657,699   |
| 18 de Dezembro de 2006 | Houston          | Estados Unidos | Toyota Center              | 12,416 / 12,811 | $638,822   |
| 20 de Dezembro de 2006 | Tampa            | Estados Unidos | St. Pete Times Forum       | 13,091 / 14,190 | $677,327   |
| 21 de Dezembro de 2006 | Orlando          | Estados Unidos | TD Waterhouse Centre       | 10,802 / 11,516 | $575,982   |
| 22 de Dezembro de 2006 | Columbia         | Estados Unidos | Colonial Center            | 9,149 / 12,096  | $477,117   |
| 23 de Dezembro de 2006 | Charlotte        | Estados Unidos | Charlotte Bobcats Arena    | 10,937 / 11,101 | $560,025   |
| 27 de Dezembro de 2006 | Greensboro       | Estados Unidos | Greensboro Coliseum        | 10,532 / 14,595 | $545,802   |
| 28 de Dezembro de 2006 | Washington, D.C. | Estados Unidos | Verizon Center             | 14,278 / 14,546 | $731,209   |
| 29 de Dezembro de 2006 | Uniondale        | Estados Unidos | Nassau Coliseum            | 26,258 / 26,993 | $1,444,431 |
| 30 de Dezembro de 2006 | Manchester       | Estados Unidos | Verizon Wireless Arena     | 8,956 / 9,283   | $502,429   |
| 31 de Dezembro de 2006 | Uniondale        | Estados Unidos | Nassau Coliseum            | [ a ]           | [ a ]      |
| 2 de Janeiro de 2007   | Toronto          | Canadá         | Air Canada Centre          | 15,041 / 15,841 | $701,317   |
| 3 de Janeiro de 2007   | Rochester        | Estados Unidos | Blue Cross Arena           | 10,507 / 10,863 | $548,724   |
| 4 de Janeiro de 2007   | Hartford         | Estados Unidos | Hartford Civic Center      | 12,673 / 12,824 | $663,195   |
| 6 de Janeiro de 2007   | Pittsburgh       | Estados Unidos | Mellon Arena               | 12,570 / 13,100 | $616,083   |
| 7 de Janeiro de 2007   | Albany           | Estados Unidos | Pepsi Arena                | 12,028 / 12,301 | $622,798   |
| 8 de Janeiro de 2007   | East Rutherford  | Estados Unidos | Continental Airlines Arena | 15,660 / 15,723 | $865,997   |
| 10 de Janeiro de 2007  | Worcester        | Estados Unidos | DCU Center                 | 10,738 / 11,016 | $569,467   |
| 11 de Janeiro de 2007  | Philadelphia     | Estados Unidos | Wachovia Spectrum          | 12,545 / 13,210 | $653,193   |
| 12 de Janeiro de 2007  | Charlottesville  | Estados Unidos | John Paul Jones Arena      | 10,053 / 12,162 | $527,621   |
| 13 de Janeiro de 2007  | Cincinnati       | Estados Unidos | US Bank Arena              | 11,445 / 11,633 | $614,895   |
| 14 de Janeiro de 2007  | Cleveland        | Estados Unidos | Wolstein Center            | 10,350 / 10,569 | $564,911   |
| 16 de Janeiro de 2007  | Auburn Hills     | Estados Unidos | The Palace of Auburn Hills | 15,043 / 15,385 | $775,157   |
| 17 de Janeiro de 2007  | Indianapolis     | Estados Unidos | Conseco Fieldhouse         | 11,590 / 13,159 | $600,484   |
| 18 de Janeiro de 2007  | Columbus         | Estados Unidos | Schottenstein Center       | 13,286 / 13,649 | $683,026   |
| 19 de Janeiro de 2007  | Chicago          | Estados Unidos | Allstate Arena             | 13,442 / 13,442 | $696,237   |
| 21 de Janeiro de 2007  | Milwaukee        | Estados Unidos | Bradley Center             | 13,997 / 14,499 | $706,182   |
| 22 de Janeiro de 2007  | St. Louis        | Estados Unidos | Scottrade Center           | 15,206 / 15,487 | $772,296   |
| 23 de Janeiro de 2007  | Kansas City      | Estados Unidos | Kemper Arena               | 13,768 / 14,039 | $711,456   |
| 26 de Janeiro de 2007  | Anaheim          | Estados Unidos | Honda Center               | 12,019 / 12,367 | $651,591   |
| 27 de Janeiro de 2007  | Fresno           | Estados Unidos | Selland Arena              | 6,776 / 7,414   | $395,140   |
| 28 de Janeiro de 2007  | Las Vegas        | Estados Unidos | Thomas and Mack Center     | 12,374 / 12,374 | $637,669   |
| 29 de Janeiro de 2007  | Los Angeles      | Estados Unidos | Staples Center             | 13,804 / 13,910 | $717,482   |
| América Latina         |                  |                |                            |                 |            |
| 15 de Maio de 2007     | Buenos Aires     | Argentina      | River Plate Stadium        | —               | —          |
| 16 de Maio de 2007     | Buenos Aires     | Argentina      | River Plate Stadium        | —               | —          |
| 18 de Maio de 2007     | Santiago         | Chile          | Estadio Nacional           | 16,570 / 25,000 | $891,140   |
| 20 de Maio de 2007     | São Paulo        | Brasil         | Estádio do Morumbi         | 37,406 / 41,205 | $2,186,358 |
| 22 de Maio de 2007     | Caracas          | Venezuela      | Estadio Universitário      | 8,918 / 14,809  | $507,376   |
| 24 de Maio de 2007     | Monterrey        | México         | Auditorio Coca-Cola        | 16,192 / 18,396 | $1,287,564 |
| 25 de Maio de 2007     | Monterrey        | México         | Auditorio Coca-Cola        | 16,192 / 18,396 | $1,287,564 |
| 27 de Maio de 2007     | Cidade do México | México         | Foro Sol                   | 35,139 / 51,215 | $1,981,077 |
| 29 de Maio de 2007     | Guadalajara      | México         | Arena VFG                  | 19,120 / 19,440 | $1,081,651 |

## Cantores

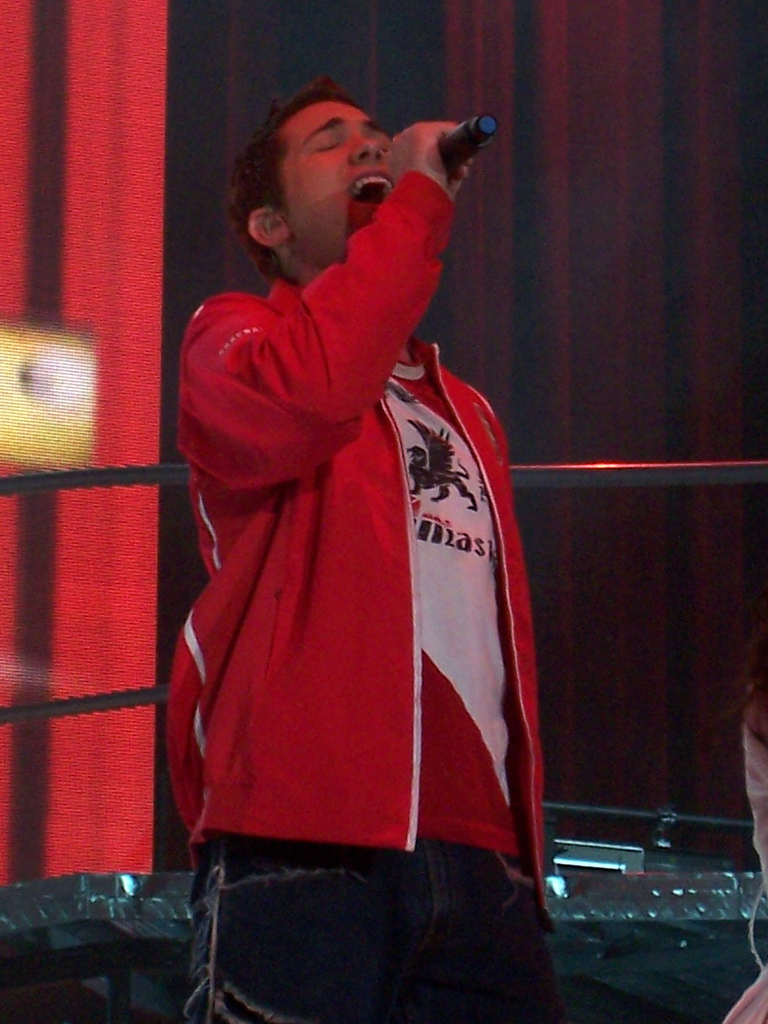
Drew Seeley
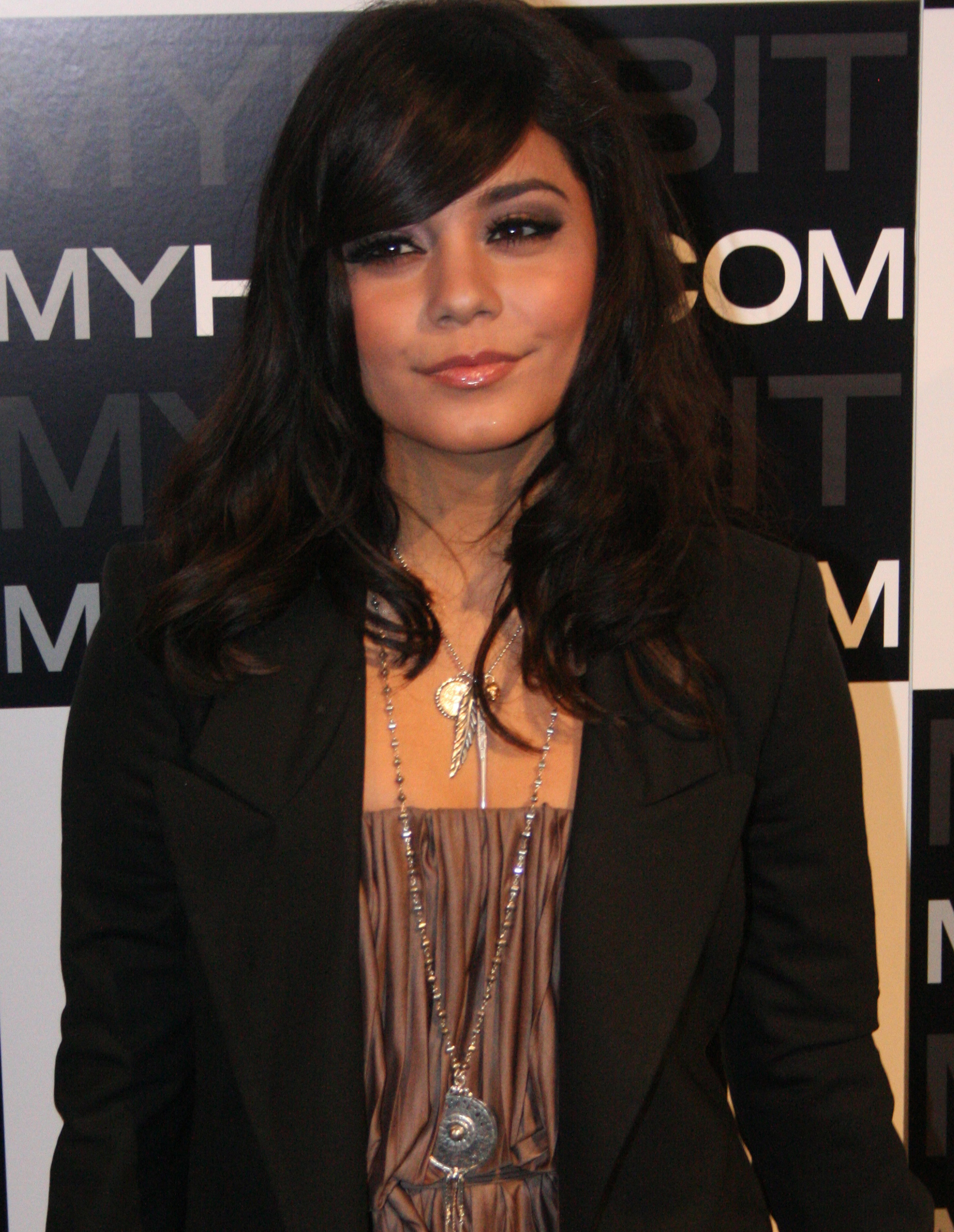
Vanessa Hudgens
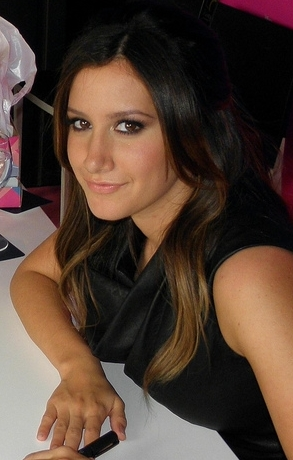
Ashley Tisdale
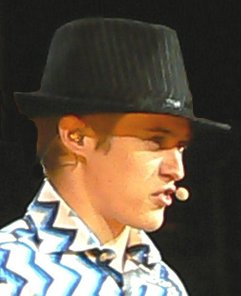
Lucas Grabeel
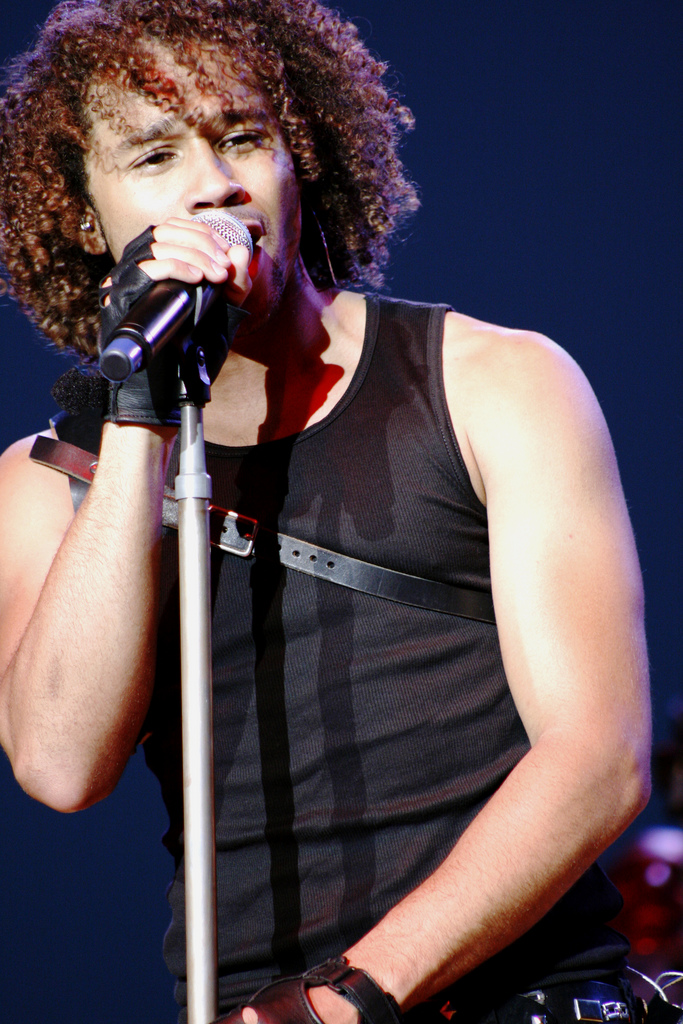
Corbin Bleu
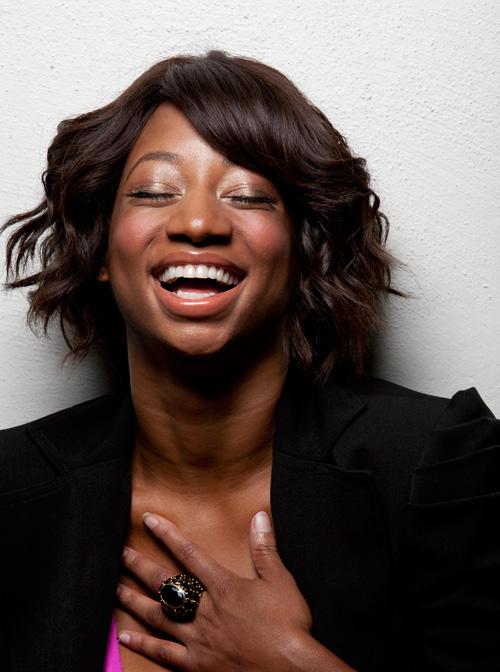
Monique Coleman